# Мінчанкаман
Мінчанкаман (*д/н — після 1476) — голова держави Чимор у середині XV ст.

## Життєпис
Походив з II династії Чимор. Почав володарювати у 1440 році після смерті батька Ньянсен-Пінко. Продовжив політику розширення володіння, за рахунок здобичи вирішити господарські негаразди в середині держави. За лічені роки встиг захопити кілька десятків кілометрів узбережної смуги на півдні — до сучасної Ліми.
У межиріччі Патівільки і Фортшіесу, для оборони південних кордонів своєї держави від можливих варварських набігів за наказом Мінчанкамана була споруджена потужна кам'яна фортеця Парамонга, котра могла завдяки автономному водозабезпеченню витримувати будь-яку облогу. Північні кордони країни Мінчансаман також міцно тримав під контролем, успішно відбиваючи спроби «варварських» вторгнень за допомогою потужних оборонних мурів.
У районі Тумбеса чиморська армія, очолена полководцем Керрутумімом, зазнала від «північних варварів» нищівної поразки, після чого Керрутумім від сорому наклав на себе руки. Проте чиму на чолі із Мінчанкаманом продовжували контролювали тихоокеанське узбережжя сучасного Перу завдовжки у 1000 км з півночі на південь.
У 1460-х роках почалися військові конфлікти з інками на чолі з Тупак Інка Юпанкі, тоді ще спадкоємцем Сапа Інки Пачакутека. Нова війна відбулася у 1471 році, коли Тупак Інка Юпанкі став новим імператором.
Після запеклих боїв чиму було втрачено долину Хекетепеке. У 1476 році інки атакували місто-державу Тумбес, васала Чиму. Тумбес підкорилося без спротиву. Після цього розпочалася військова кампанія проти Мінчанкамана з двох сторін — півночі й півдня. Після захоплення фортеці Парамонги, армія супротивників підійшла до столиці Чан-Чану. Незабаром вона впала, а Мінчанкамана відправлено до Куско, де він одружився з родичкою Сапа Інки. Проте владу над Чиму було передано синові Мінчанкамана — Чумун Куар, який став васалом інків.